# Liste des résolutions du Conseil de sécurité des Nations unies adoptées en 1949
Les résolutions du Conseil de sécurité des Nations unies sont les décisions qui sont votées par le Conseil de sécurité des Nations unies.
Une telle résolution est acceptée si au moins neuf des quinze membres (depuis le 17 décembre 1963, 11 membres avant cette date) votent en sa faveur et si aucun des membres permanents qui sont la Chine, les États-Unis, la France, le Royaume-Uni et l'Union soviétique (la Russie depuis 1991) n'émet de vote contre (qui est désigné couramment comme un veto).

## Résolutions 67 à 78
- Résolution 67 : la question indonésienne (adoptée le 28 janvier 1949).
- Résolution 68 : armements: réglementation et réduction (adoptée le 10 février 1949).
- Résolution 69 : admission de nouveaux membres: Israël (adoptée le 4 mars 1949).
- Résolution 70 : tutelle des zones stratégiques (adoptée le 7 mars 1949).
- Résolution 71 : Cour internationale de justice (adoptée le 27 juin 1949).
- Résolution 72 : la question de la Palestine (adoptée le 11 août 1949).
- Résolution 73 : la question de la Palestine (adoptée le 11 août 1949).
- Résolution 74 : énergie atomique : contrôle international (adoptée le 16 septembre 1949).
- Résolution 75 : frais de voyage et indemnités de subsistance des représentants suppléants à certaines commissions du Conseil de sécurité (adoptée le 27 septembre 1949).
- Résolution 76 : frais occasionnés à l'avenir par la présence d'observateurs militaires des Nations unies en Indonésie (adoptée le 5 octobre 1949).
- Résolution 77 : armements : réglementation et réduction (adoptée le 11 octobre 1949).
- Résolution 78 : armements : réglementation et réduction (adoptée le 18 octobre 1949).